# Polónium-tetraklorid

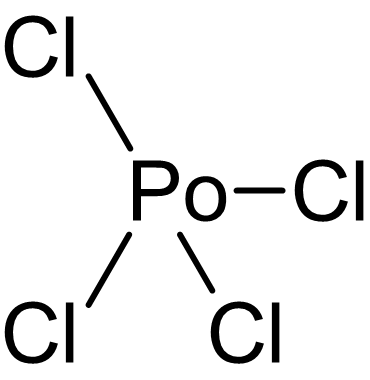
A polónium-tetraklorid szerkezete

A polónium-tetraklorid, más néven polónium(IV)-klorid kémiai vegyület, képlete PoCl4. Szobahőmérsékleten világossárga, szilárd, higroszkópos anyag 200 °C felett polónium-dikloridra és klórra bomlik, a szelén- és a tellúr-tetrakloridhoz hasonlóan.

## Szerkezete
Monoklin vagy triklin kristályokat alkot.

## Tulajdonságai
300 °C alatt világossárga színű. Az olvadáspontján, 300 °C-on szalmasárgává válik. Forráspontján, 390 °C-on skarlátvörös. Gőzei 500 °C-ig barnás lila, efelett zöldes kék színűek.
Komplexet képez 2 mol tributil-foszfáttal. A szelén- és tellúr-tetrakloridhoz hasonlóan PoCl−5 és PoCl2−6 halogenid komplexeket képez.

## Előállítása
A polónium-tetrakloridot elő lehet állítani:
- Polónium-dioxid száraz hidrogén-kloriddal, tionil-kloriddal vagy foszfor-pentakloriddal történő halogénezésével.[1][2]
- Fém polónium sósavban történő feloldásával.
- Polónium-dioxid és szén-tetraklorid 200 °C-on történő reagáltatásával.
- Fém polónium és klórgáz 200 °C-on történő reagáltatásával.

## Fordítás
Ez a szócikk részben vagy egészben  a   Polonium tetrachloride című angol Wikipédia-szócikk ezen változatának fordításán alapul.  Az eredeti cikk szerkesztőit annak laptörténete sorolja fel. Ez a jelzés csupán a megfogalmazás eredetét és a szerzői jogokat jelzi, nem szolgál a cikkben szereplő információk forrásmegjelöléseként.